# Sofia di Baviera (reggente della Boemia)
Sofia di Baviera (1376 – Bratislava, 4 novembre 1428) è stata regina consorte di Germania dal 1389 al 1400 e  regina consorte di Boemia dal 1389 al 1419, come sposa di Venceslao di Lussemburgo. Ebbe anche brevemente l'incarico di reggente della Boemia dopo la morte del marito nel 1419.

## Biografia

### Famiglia e giovinezza
Sofia apparteneva al Casato di Wittelsbach ed era la più giovane dei figli di Giovanni II di Baviera e di sua moglie Caterina di Gorizia. I suoi fratelli maggiori erano Ernesto e Guglielmo III di Baviera.
I suoi nonni paterni erano Stefano II di Baviera ed Isabella di Sicilia, figlia di Federico III di Sicilia ed Eleonora d'Angiò. Sofia era quindi cugina di Isabella di Baviera, regina di Francia. I suoi nonni materni erano invece Mainardo VI di Gorizia e Caterina di Pfannberg.
Sofia passò la sua giovinezza a Landshut, sotto la tutela di suo zio Federico di Baviera. Tra le sue attività preferite vi era la caccia, cosa che la accomunava al suo futuro sposo.
Nel 1388 Federico di Baviera portò Sofia con sé a Praga, con l'intento di trovarle un valido contratto matrimoniale. Le negoziazioni andarono a buon fine e fu stabilito che Sofia sposasse il re dei Romani e re di Boemia, Venceslao di Lussemburgo, ventisettenne e vedovo della prima moglie Giovanna di Baviera. Nonostante avesse appena dodici anni, Sofia ebbe una buona impressione del suo futuro marito.

### Regina
Il matrimonio tra Sofia e Venceslao fu celebrato a Praga il 2 maggio 1389. A causa di una disputa tra il re e l'arcivescovo di Praga, il rito fu probabilmente officiato dal cancelliere di Venceslao, il vescovo Giovanni. L'assenza dell'arcivescovo impedì alla nuova regina di essere incoronata.
In occasione delle nozze, il re commissionò numerosi manoscritti, tra cui la Bibbia di Venceslao e un codice sulla fedeltà coniugale. La relazione tra gli sposi fu definita felice, ma non produsse discendenza.
Le cronache dell'epoca descrivono Venceslao come un sovrano inetto, mentre di Sofia sottolineano il talento per gli affari economici. Nel marzo 1393, Giovanni Nepomuceno, confessore della regina, morì dopo essere stato torturato. La tradizione vuole che fu ucciso perché non cedette a rivelare al re la confessione di Sofia, ma all'epoca era anche coinvolto in un conflitto con Giovanni di Jenštejn, arcivescovo di Praga.
Tra il 1401 e il 1403, in seguito alla ribellione che spodestò e imprigionò re Venceslao, Sofia visse a Hradec Králové.
Inizialmente, la regina fu seguace di  Jan Hus e, come suo marito, ascoltò i suoi sermoni e gli offrì protezione. Tuttavia, dopo che Hus fu scomunicato dal papa nel 1410, ritirò il suo supporto.

### Regina vedova e reggente
Venceslao morì il 16 agosto 1419. Come regina vedova, Sofia chiese protezione a suo cognato, Sigismondo di Lussemburgo, re d'Ungheria, e supportò la sua successione al trono di Boemia. Prima dell'insediamento effettivo di Sigismondo, Sofia ricoprì il ruolo di reggente del Regno di Boemia. Nell'ottobre del 1419  la regina vedova firmò un trattato con i nobili boemi, con il quale si prometteva di mantenere a tutti i costi l'ordine pubblico. Terminata la reggenza, Sofia si occupò, assieme a Sigismondo, della gestione di una proprietà a Bratislava. Si diffuse così il pettegolezzo che i due avessero una relazione segreta. Il re promise che la regina vedova si sarebbe presto risposata, possibilmente con il re di Polonia Ladislao II Jagellone, ma ciò non si avverò.
Sofia morì a Bratislava il 4 novembre 1428, all'età di circa cinquantadue anni.

## Ascendenza
|                        |                       |                           | Genitori                |  |  | Nonni |  |  | Bisnonni           |  |  | Trisnonni                  |  |
|                        |                       |                           |                         |  |  |       |  |  | Ludovico il Bavaro |  |  | Ludovico II del Palatinato |  |
|                        |                       |                           |                         |  |  |       |  |  | Ludovico il Bavaro |  |  | Ludovico II del Palatinato |  |
|                        |                       | Matilde d'Asburgo         |                         |  |  |       |  |  | Ludovico il Bavaro |  |  |                            |  |
| Stefano II di Baviera  |                       |                           |                         |  |  |       |  |  | Ludovico il Bavaro |  |  |                            |  |
|                        |                       | Beatrice di Slesia-Glogau | Bolko I di Świdnica     |  |  |       |  |  |                    |  |  |                            |  |
|                        |                       | Beatrice di Slesia-Glogau | Bolko I di Świdnica     |  |  |       |  |  |                    |  |  |                            |  |
|                        |                       | Beatrice di Slesia-Glogau | Beatrice di Brandeburgo |  |  |       |  |  |                    |  |  |                            |  |
| Giovanni II di Baviera |                       | Beatrice di Slesia-Glogau |                         |  |  |       |  |  |                    |  |  |                            |  |
|                        |                       | Federico III di Sicilia   | Pietro III d'Aragona    |  |  |       |  |  |                    |  |  |                            |  |
|                        |                       | Federico III di Sicilia   | Pietro III d'Aragona    |  |  |       |  |  |                    |  |  |                            |  |
|                        |                       | Federico III di Sicilia   | Costanza II di Sicilia  |  |  |       |  |  |                    |  |  |                            |  |
| Isabella di Sicilia    |                       | Federico III di Sicilia   |                         |  |  |       |  |  |                    |  |  |                            |  |
|                        |                       | Eleonora d'Angiò          | Carlo II di Napoli      |  |  |       |  |  |                    |  |  |                            |  |
|                        |                       | Eleonora d'Angiò          | Carlo II di Napoli      |  |  |       |  |  |                    |  |  |                            |  |
|                        |                       | Eleonora d'Angiò          | Maria d'Ungheria        |  |  |       |  |  |                    |  |  |                            |  |
| Sofia di Baviera       |                       | Eleonora d'Angiò          |                         |  |  |       |  |  |                    |  |  |                            |  |
|                        | Alberto II di Gorizia | Alberto I di Gorizia      |                         |  |  |       |  |  |                    |  |  |                            |  |
|                        | Alberto II di Gorizia | Alberto I di Gorizia      |                         |  |  |       |  |  |                    |  |  |                            |  |
|                        | Alberto II di Gorizia | Eufemia di Slesia         |                         |  |  |       |  |  |                    |  |  |                            |  |
| Mainardo VI di Gorizia | Alberto II di Gorizia |                           |                         |  |  |       |  |  |                    |  |  |                            |  |
|                        |                       | Eufemia di Mätsch         | Ulrico II di Mätsch     |  |  |       |  |  |                    |  |  |                            |  |
|                        |                       | Eufemia di Mätsch         | Ulrico II di Mätsch     |  |  |       |  |  |                    |  |  |                            |  |
|                        |                       | Eufemia di Mätsch         | Margherita di Vaz       |  |  |       |  |  |                    |  |  |                            |  |
| Caterina di Gorizia    |                       | Eufemia di Mätsch         |                         |  |  |       |  |  |                    |  |  |                            |  |
|                        |                       | Ulrico V di Pfannberg     | Ulrico IV di Pfannberg  |  |  |       |  |  |                    |  |  |                            |  |
|                        |                       | Ulrico V di Pfannberg     | Ulrico IV di Pfannberg  |  |  |       |  |  |                    |  |  |                            |  |
|                        |                       | Ulrico V di Pfannberg     | Margherita di Heunburg  |  |  |       |  |  |                    |  |  |                            |  |
| Caterina di Pfannberg  |                       | Ulrico V di Pfannberg     |                         |  |  |       |  |  |                    |  |  |                            |  |
|                        |                       | Margherita di Werdenberg  | Ugo II di Werdenberg    |  |  |       |  |  |                    |  |  |                            |  |
|                        |                       | Margherita di Werdenberg  | Ugo II di Werdenberg    |  |  |       |  |  |                    |  |  |                            |  |
|                        |                       | Margherita di Werdenberg  | Eufemia di Ortenburg    |  |  |       |  |  |                    |  |  |                            |  |
|                        |                       | Margherita di Werdenberg  |                         |  |  |       |  |  |                    |  |  |                            |  |